# Омега (Доктор Ху)
Омега (енгл. Omega) измишљени је лик у британској научнофантастичној телевизијској серији Доктор Ху који су осмислили Боб Бејкер и Дејв Мартин. У контексту серије, Омега је познат као један од оснивача Временских господара са планете Галифреј и поштована је фигура у њиховој историји заједно са једнако легендарним Расилоном. Трећи Доктор га назива „највећим јунаком” Временских господара. Омега се први пут појавио у причи поводом 10. годишњице серије, Три Доктора.
Лик је у серијалу Три Доктора тумачио Стивен Торн, а у Луку бесконачности Ијан Колије и глумац Петог Доктора Питер Дејвисон.

## Концепт и стварање
Лик Омеге је први замислио продуцент Доктора Хуа Бери Летс у серијалу под називом Свет смрти који приказује рат између Господара времена и Савеза зла који води сама Смрт, рани прототип Омеге. Омега се првобитно звао Ом (енгл. Ohm) („Who” (срп. Ко) написано уназад), али Летсу се није свидело ово име, пошто Докторово право име није било „Ко”. Као последица тога, Летс се заузео за Омегу.
Његово име које је упућивало на последње слово грчког алфабета и евоцирало симбол смрти.

## Историја лика
Омега је био звездани инжењер и члан Високог савета на Галифреју који је развио Руку Омеге, даљински звездани обмањивач који је могао да се користи за контролу реакција унутар звезде. Користећи руку, Омега је извршио подешавања на звезди близу Галифреја у покушају да обезбеди извор енергије за експерименте путовања кроз време које је спровео са Расилоном. Међутим, сматрало се да је Омега погинуо у насталој супернови која се потом срушила у црну рупу.
Расилон је потом ухватио језгро црне рупе и искористио моћ црне рупе да усаврши технологију путовања кроз време. Расилон је тада преузео контролу над Галифрејем као лорд председник. Језгро је на крају постало познато као Око хармоније, а Омегино име је постало део легенди.
Неколико миленијума касније, током догађаја у серијалу Три Доктора, откривено је да Омега није умро, већ да је послат кроз хоризонт догађаја у универзум антиматерије и да је од тада тамо заробљен. Иако је могао да обликује тај универзум по својој вољи, то је значило да не може да напусти тај универзум. Његово изгнанство и усамљеност су га прилично излудели па је тражио освету Господарима времена што су га „напустили”. Упркос уверавањима Трећег Доктора да је био поштован међу Господарима времена и да га се и даље радо сећају, Омега је и даље тражио одмазду. Направио је два покушаја у телевизијској серији да поново уђе у универзум позитивне материје: у Три Доктора где је покушао да натера Доктора да заузме његово место у универзуму антиматерије како би он могао да га напусти и у серијалу Лук бесконачности, где је покушао да створи ново тело за себе користећи Докторове биолошке податке. Оба покушаја је осујетио Доктор, а његов универзум је уништен у Три Доктора када је преварен да додирне фрулу Другог Доктора — која је остала материја када су остали претворени у антиматерију — и његово ново тело је било наизглед уништено у Луку бесконачности пре него што је успео да се претвори назад у антиматерију и уништи Земљу.

## Друга појављивања
Омега се појављује као непријатељ Шестог Доктора у књизи Потрага за Доктором из 1986. (коју је написао његов ко-творац Дејв Мартин) која је била део серијала књига Направите своју пустоловину са Доктором Хуом (НАђите своју судбину у Сједињеним Државама). У овој књизи, читалац мора да донесе праве изборе како би спасио Шестог Доктора од Омеге. У малолетничком роману Дејва Мартина К9 и временска замка из 1982. приказан је лик по имену Омегон чија је позадинска прича и улога у историји Господара времена веома слична оној Омеги и који такође тврди да је раније срео Доктора.
У романима о Доктору Хуу који се везују за Нове пустоловине објављеним 1990-их, ортаклук Расилона и Омеге у историји Господара времена заокружује сенковита фигура Другог у складу са причом постављеном у последњим годинама ТВ серије Ендруа Картмела. Неки извештаји указују да је Расилон завео Омегу да верује да ће преживети звездани оглед. Месечни стрип Доктор Ху: Звездана смрт аутора Алана Мура (ЧДХ #47) приписује супернову нападу Реда Црног Сунца, непријатеља Господара времена од 30.000 година у њиховој будућности, првом удару (из времена Тачке господара) временског рата. Иста прича је такође препознала звезду као Кабу.
Омега се такође појављује у ББЦ Књигама у Доктор Ху роману Бесконачни Доктору од Ленса Паркина (у којем се такође помиње Каба), иако се никада не наводи да ли се радња романа одвија у стварном универзуму Доктора Хуа или алтернативној стварности, да ли је ово била "прави" Омега или алтернативна варијанта није јасно. Роман репризира различите догађаје из оба телевизијска појављивања, иако од њих ствара изворну причу. У овој причи Омега постоји иза закључаних врата унутар светлосне године дуге свемирске станице "Игла" која вири из црне рупе на крају универзума. "Игла" је настала од остатака ТАРДИС-а који је првобитно поседовао Господар времена Савар који је покушавао да спасе Омегу из универзума антиматерије. Међутим, када је Савар стигао, Омега му је понудио жељу свог срца. Савар се успаничио и покушао да оде, али његов ТАРДИС није могао да побегне. Савар га је напустио у јединици за бекство. Од "Игле", Омега учи како да створи и контролише „ефекат“, просторно-временску аномалију која му омогућава да преписује историју. Роман је такође утврдио постојање Омегине жене која је након његове несреће постала Докторова жена и мајка његово тринаесторо деце. Пошто је упуцана у свемиру материје (у Паркиновом роману Хладна фузија Невиних несталих пустоловина), Омега ју је спасао и довео у свој универзум.
Аудио-драма Омега из 2003. представља Омегу као централног лика и открива да је Омегино право име Пејликс, а Омега је оцена коју је добио на Академији Господара времена за писање теорије о времену у свом испитном раду са којом се његов испитивач није сложио — најнижу могућу оцену — која му се залепила као суров надимак. Ова прича такође даје један од многих извештаја о Омегином заробљавању у универзуму антиматерије. Он користи ампутирану руку Вандекиријана, колеге који се противи његовим плановима јер систем на који циља за уништење садржи свесни живот, да покрене свој звездани обмањивач. Резултат је нечистоћа у фузионом реактору због чега је Омегин брод пукао, а он завршио у затвору противматерије. Међутим, поред питања која се тичу доследности огранак медија и чињенице да је у већини медија друштво Господар времена основано након наводне смрти Омеге, прича је углавном испричана са становишта помахниталог Омеге са збрканим сећањима. То чини тачност ових података неизвесном.
У краткој причи Криса Роберсона „Анус Мирабилис“ из другог тома Прича о сенкама из 2005. године, снажно је назначено да је француски лик научне фантастике Доктор Омега Први Доктор, при чему је он преузео име Омега као помињање Омеге као Господара времена.
У специјалу поводом 50. годишњице, боравиште „Тренутка“, моћног оружја, је на Галифреју у Омега Арсеналу који је створио сам Омега.
У фебруару 2015. Омега се вратио у аудио драми Галифреј: Интервенција на земљи и поново га је тумачио Стивен Торн. Овде он обмањује присталице Ома, секте која га је обожавала као бога, да би обезбедио свој повратак. Он поседује једног од њихових чланова Бика кога игра Данијел Броклбенк и враћа се у Галифреј. Следеће издање, Непријатељски редови, не приказује Омегу, али открива да је његов повратак најавио разорни рат који је избрисан овим догађајима.
Боб Бејкер и Пол Тамс су 24. октобра 2015. најавили филм К9: Временска избочина. Ово је било планирано за пуштање у биоскопе 2017. како би се приказао К-9 који се суочава са Омегом у дубоком свемиру. Међутим, од 2020. овај филм остаје у развоју.
У „Ванвременској деци“ (2020), упркос томе што није назван као такав на екрану, Омега се појављује као један од оснивача Галифреја према званичном сценарију за епизоду.
Године 2021. дебитовала је ограничена серија стрипа Омега која је приказала лик у причи која делује као преднаставак за Три Доктора и Подземље, два серијала о Доктору који су написали Боб Бејкер и Дејв Мартин.

## Списак телевизијских појављивања
- Три Доктора (1972−73)
- Лук бесконачности (1983)

## Утицај
Костим Омеге појавио се на изложби Доктор Ху: Светови чуда. Године 2024. нагађало се да ли је лик Омеге био „Онај који чека“, непознати ентитет на који је Творац играчака наговестио у „Кикоту“ (2023) да ће се појавити у четрнаестом серијалу.

## Пријем
Омега је описан као негативац који је "веома потцењен".